# Якубицкая, Наталья Викторовна
Ната́лья Ви́кторовна Якуби́цкая (бел. Наталля Віктараўна Якубіцкая, род. 22 сентября 1971, Смолевичи, Минская область, Белорусская ССР, СССР) — белорусский политический и государственный деятель, председатель Минского областного Совета депутатов с 2018 года.

## Биография
Родилась 22 сентября 1971 года в городе Смолевичи Минской области.
В 2007 году окончила частный Минский институт управления по специальности «Финансы и кредит», в 2014 году — Академию управления при Президенте Республики Беларусь по специальности «Государственное управление национальной экономикой».
Трудовую деятельность начала в 1994 году экономистом-финансистом Крупского коопзаготпрома Минской области.
С 1994 года по 2007 год работала на разных должностях в СПК «Раница-агро», участке «Рассвет» РУСПП «Смолевичская бройлерная птицефабрика» Смолевичского района.
С 2007 по 2008 год работала в Инспекции Министерства по налогам и сборам по Заводскому району города Минска, коммунальном унитарном предприятии «Управление дорожно-мостового строительства и благоустройства Мингорисполкома».
С 2008 года по 2018 год работала в Смолевичском районном исполнительном комитете: исполняющим обязанности начальника, начальником отдела экономики, заместителем председателя по экономическим вопросам.
18 февраля 2018 года была избрана депутатом Минского областного Совета депутатов 28-го созыва по Пекалинскому избирательному округу № 21. За её кандидатуру было подано 72,92 % (11 667 голосов), при явке избирателей 70,71 %.
27 февраля 2018 года избрана председателем Минского областного Совета депутатов.
7 ноября 2019 года была избрана членом Совета Республики Национального собрания Республики Беларусь по предложению Президиумов Любанского, Слуцкого, Стародорожского районных Советов депутатов.